# Philodendron aromaticum
Philodendron aromaticum är en kallaväxtart som beskrevs av Thomas Bernard Croat och Michael Howard Grayum. Philodendron aromaticum ingår i släktet Philodendron och familjen kallaväxter.
Artens utbredningsområde är Costa Rica. Inga underarter finns listade.